# Bonnie Bianco
Lory Bianco (Pittsburgh, Pensilvania, 19 de agosto de 1963) es una actriz y cantante italo-estadounidense, también conocida bajo el nombre de Bonnie Bianco. 

## Inicios artísticos
Comenzó su carrera en un entorno humilde a la edad de 10 años actuando en musicales, ferias, casas de reposo, hospitales, convenciones y concursos de belleza. Ella fue administrada por Sam Gino y su madre Helen Bianco.

## Carrera
Bianco cantó en solitario y cantó a dúo con su hermana Holly y las dos grabaron su primer sencillo, "Give me a Minute" ("Dame un minuto"). Más tarde a los 15, Lory Bianco recibió su primera oportunidad profesional con Hal White y Mark Gibbons, quienes lanzaron un sencillo en RCA Records, "Teenager in Love". A los dieciocho años Bianco fue descubierta por dos productores de Italia, Guido y Maurizio De Angelis. Llevaron a cabo una búsqueda de talentos en Nueva York, Texas, San Francisco y Hollywood. Este fue un sueño hecho realidad; Bianco solía soñar con ir a Italia. Los hermanos De Angelis firmaron con ella un contrato de administración y se convirtieron en su sello discográfico Kangaroo Records/Polygram por cinco años. También cambiaron su nombre por el de Bonnie Bianco.
En 1983 obtuvo el papel principal femenino en la serie de mini-cine "Cinderella 87" como Cindy. La serie era una adaptación renovada del cuento de hadas "La Cenicienta". Ella protagonizó junto al actor francés Pierre Cosso, conocido de su película "La Boum 2" con Sophie Marceau. Bianco, que interpretó a la cantante "Cindy" en Cinderella 87, también grabó la banda sonora de esta serie de TV. La banda sonora incluye un dúo con Pierre Cosso, el hit "Stay". Su álbum fue disco de oro en Alemania.
De 1983 a 1985 Bianco apareció, cantó y bailó, en el famoso prime time show sabatino de variedades italiano "Al Paradise". Ella se convirtió en un éxito nocturno en Italia. Su película Cinderella 80 también fue lanzado al mismo tiempo en las salas de cine y esto también le dio éxito inmediato como actriz en Italia.
En el año 2001 se las arregló para tomar un riesgo y producir y lanzar un nuevo álbum por su cuenta. Ella grabó el álbum "On My Own... but never alone" ("Por mi cuenta ... pero nunca sola") Se distribuye a través de Internet y la mayor tienda en línea de grabación independiente, CDBaby. Debido a su base de seguidores leales, se las arregló para promover su nuevo álbum en la televisión alemana en 2001.
Después de completar su viaje por Alemania, regresó en la noche del 10 de septiembre y al día siguiente, 11 de septiembre, el World Trade Center en Nueva York fueron destruidos. Este evento tuvo un impacto devastador sobre Bianco y decidió no grabar más canciones pop, y solo cantar música cristiana.
Lory Bianco todavía tiene una base de fanes leales y su propio club de fanes internacional de muchas partes del mundo. Ella tiene una estrecha relación con todos sus fanes y les anima a seguir adelante en sus sueños y nunca darse por vencido. Perseverancia crea carácter.
Lory Bianco reside actualmente en Pacific Northwestern de los Estados Unidos y completó su último proyecto de CD, llamado "Hymns: Jesus paid it all" ("Himnos: Jesús lo pagó todo"), disponible solo en www.cdbaby.com

## Discografía

### Álbumes
- 1982: Bonnie Bianco  (Italia y Alemania 1983)
- 1983: Cenerentola ' 80 (Italia)
- 1984: Al Paradise EP (Italia - temas de TV Show)
- 1985: Un' Americana a Roma (Italia y Alemania)
- 1985: Molly 'O (Italia)
- 1987: Un' Americana a Roma (Alemania relanzamiento)
- 1987: Cinderella '87
- 1987: Stay
- 1987: Rhapsody
- 1987: Just Me
- 1988: Too Young (compilado)
- 1988: True Love, Lory
- 1989: True Love ("A Cry in the Night" included)
- 1990: Lonely Is the Night
- 1993: Miss You So – The Very Best Of
- 1993: Un' Americana a Roma (relanzamiento)
- 1993: Stay – The Very Best Of
- 1993: You're the One (compilado)
- 1996: Lonely Is the Night (relanzamiento)
- 2001: On My Own... But Never Alone
- 2003: The Deluxe Edition (doble CD)
- 2007: Best Of – Incl. Spanish Mixes (doble CD incluye temas en castellano)
- 2012: Jesus Paid It All (música cristiana e himnos)
- 2017 MY STAR (Bes of CD)
- 2019: MY STAR 2.0 (Best of CD)

### Simples
- 1984: EP-Single "Al Paradise"
- 1987: Stay (con Pierre Cosso)
- 1987: My First Love
- 1987: Miss You So
- 1987: The Heart Is a Lonely Hunter
- 1988: When the Price Is Your Love
- 1989: Straight from Your Heart
- 1989: A Cry in the Night
- 1989: Hold On (solo Austria)
- 1990: Heartbreaker
- 1990: Lonely Is the Night
- 1992: Talking Eyes
- 1993: Stay (The 1993 Remix)
- 2002: I Feel the Rhythm (CD promo solo)

### Posiciones en el Chart[2]
- 1987: "Stay" Germany: #1 Austria: #3 Suiza: #2
- 1987: "Miss You So" Germany: #9 Austria: #7 Suiza: #12
- 1987: "My First Love" Alemania: #52
- 1989: "A Cry in the Night" Alemania: #41 Austria: #1